# UFC Fight Night: Cannonier vs. Strickland
UFC Fight Night: Cannonier vs. Strickland（ユーエフシー・ファイトナイト：キャノニア・バーサス・ストリックランド、別名UFC Fight Night 216、UFC on ESPN+ 74）は、アメリカ合衆国の総合格闘技団体「UFC」の大会の一つ。2022年12月17日、ネバダ州ラスベガスのUFC APEXで開催された。

## 大会概要
本大会はジャレッド・キャノニアとショーン・ストリックランドのミドル級戦が組まれた。

## 試合結果

### プレリミナリーカード
第1試合 バンタム級 5分3R
○  セルゲイ・モロゾフ vs.  ジャーニー・ニューソン ×
3R終了 判定3-0（30-27、29-28、29-28）
第2試合 フライ級 5分3R
○  マネル・ケイプ vs.  ダビッド・ドボジャーク ×
3R終了 判定3-0（30-27、30-27、29-28）
第3試合 ウェルター級 5分3R
○  リナト・ファクレトディノフ vs.  ブライアン・バトル ×
3R終了 判定3-0（30-25、30-25、30-27）
第4試合 158.5ポンド契約 5分3R
○  ラファ・ガルシア vs.  マハシャテ ×
3R終了 判定3-0（30-25、30-25、30-27）
※マハシャテの体重超過によりライト級から変更。
第5試合 バンタム級 5分3R
○  サイード・ヌルマゴメドフ vs.  サイードヨクブ・カフラモノフ ×
2R 3:50 ニンジャチョーク
第6試合 ウェルター級 5分3R
○  マシュー・セメルスバーガー vs.  ジェイク・マシューズ ×
3R終了 判定3-0（30-27、29-28、29-28）
第7試合 女子ストロー級 5分3R
○  コーリー・マッケンナ vs.  シャイアン・ブリスマス ×
3R終了 判定3-0（29-28、29-28、29-28）

### メインカード
第8試合 ミドル級 5分3R
○  ミハル・オレクシェイチュク vs.  コーディ・ブランデージ ×
1R 3:16 KO（パウンド）
第9試合 ライト級 5分3R
○  ドリュー・ドーバー vs.  ボビー・グリーン ×
2R 2:45 KO（左フック）
第10試合 フェザー級 5分3R
○  アレックス・カサレス vs.  ジュリアン・エローサ ×
1R 3:04 KO（左ハイキック→パウンド）
第11試合 フライ級 5分3R
○  アミル・アルバジ vs.  アレッサンドロ・コスタ ×
3R 2:13 KO（右アッパー→パウンド）
第12試合 ライト級 5分3R
○  アルマン・ツァルキヤン vs.  ダミル・イスマグロフ ×
3R終了 判定3-0（30-27、30-27、30-27）
第13試合 ミドル級 5分5R
○  ジャレッド・キャノニア vs.  ショーン・ストリックランド ×
5R終了 判定2-1（49-46、46-49、49-46）

### 各賞
ファイト・オブ・ザ・ナイト：ドリュー・ドーバー vs. ボビー・グリーン
パフォーマンス・オブ・ザ・ナイト：アレックス・カサレス、ミハル・オレクシェイチュク
各選手にはボーナスとして5万ドルが授与された。

### カード変更
負傷などによるカードの変更は以下の通り。